# Victor Adams
Victor Adams (Schriek, 14 april 1856 – Ravels, 2 juni 1924) was een Belgisch priester, sociaal hervormer en deken van Turnhout. Hij speelde een belangrijke rol in de sociale ontvoogding van arbeiders en de ontwikkeling van katholieke arbeidersbewegingen in de Kempen.

## Levensloop
Victor Adams werd geboren op 14 april 1856 in Schriek. Hij was de zoon van Ferdinandus Adams en Joanna Nys en groeide op in een gezin van zes kinderen. In 1879 werd Adams tot priester gewijd in Mechelen. Een jaar later werd hij benoemd tot onderpastoor van de Sint-Pietersparochie in Turnhout. Hij werd vanaf zijn aantrede erg geliefd door de lokale bevolking.
Op 22 april 1895 werd hij deken van Turnhout, een functie die hij bekleedde tot zijn ontslag in 1921. Zijn pastorale werk werd gekenmerkt door een diepe sociale bewogenheid. Adams speelde een cruciale rol in de oprichting en uitbouw van organisaties gericht op arbeiders en hun gezinnen.

## Sociale activiteiten
De sociale situatie van de arbeiders in de 19de eeuw was zeer slecht, er was weinig of geen sociale bescherming, de lonen waren zeer karig en de werktijden erg lang. Kinderarbeid was wijdverspreid uit bittere financiële noodzaak. Er was dan ook een hoge graad van analfabetisme. Een commissie, die de arbeidsomstandigheden onderzocht, kwam op 15 september 1886 naar Turnhout. De bevindingen van deze commissie schetsten dan ook een problematisch beeld van de arbeidsomstandigheden in Turnhout.
Victor Adams kan gerekend worden tot een van de pioniers van de christelijke arbeidersbeweging in Turnhout. Hij richtte in 1893 de Katholieke Volksbond op, een organisatie die arbeiders en hun gezinnen ondersteuning bood. Dit initiatief volgde de principes van Rerum Novarum, de encycliek van paus Leo XIII over de sociale kwestie. De Volksbond organiseerde cursussen, culturele activiteiten en hielp met de bouw van arbeiderswoningen. In 1897 leidde dit tot de oprichting van een avondschool voor technisch onderwijs, die later zou uitgroeien tot een vakschool in Turnhout.
In deze periode behoorde Victor Adams tot een groep sociaal bewogen katholieken waaronder Jules Renkin, Henry Carton de Wiart en René Debruyne die tegen het conservatieve establishment van de katholieke kerk ingingen en op hun manier bijdroegen tot de ontwikkeling van de democratische en syndicale stroming binnen de katholieke kerk, en zo de basis legde voor de moderne christendemocratie in Vlaanderen.
Tijdens de Eerste Wereldoorlog ondersteunde Adams de Belgische weerstand tegen de Duitse bezetter en werkte hij samen met kardinaal Mercier. Zijn sociale bewogenheid werd echter niet in dank afgenomen door de lokale burgerij en het conservatieve establishment. Na de oorlog kwam hij daardoor in conflict met Mercier vanwege zijn sociale visie, wat uiteindelijk leidde tot zijn ontslag als deken in 1921 (officieel vanwege gezondheidsredenen).

## Laatste jaren en overlijden
Na zijn ontslag op 1 mei 1921 verhuisde Adams naar Ravels, waar hij als rustend pastoor diende. Hij was ook erevoorzitter van de Katholieke volksbond van Turnhout. Hij overleed op 2 juni 1924 en werd begraven in Turnhout.

## Nalatenschap
Adams wordt vaak vergeleken met priester Adolf Daens vanwege zijn toewijding aan sociale rechtvaardigheid. Zijn werk betekende een keerpunt in de sociale en politieke emancipatie van de Kempense arbeiders. Zijn strijd voor betere leef- en werkomstandigheden weerspiegelde zijn diepgewortelde overtuiging dat solidariteit en geloof hand in hand gaan.
Een monument ter ere van Adams bevindt zich in de Korte Begijnenstraat in Turnhout, ook in Ravels werd een monument voor Deken Adams opgericht.